# Vlag van Sarajevo

Vlag van Sarajevo

De vlag van Sarajevo toont het stadswapen in het midden van een verder geheel lichtblauwe vlag. De hoogte-breedteverhouding van de vlag is 1:2, net zoals in de vlag van de Federatie van Bosnië en Herzegovina. De vlag is in gebruik genomen op 28 maart 1998.
Het bovenste deel van het wapen toont elementen van typische daken en symboliseert tegelijkertijd de heuvels. Het middelste deel is het symbool van de stad zelf, voorgesteld door stadsmuren en de stadspoort. Het onderste deel stelt de vallei voor waar de overbrugde rivier doorheen stroomt en waar de stad zich bevindt.